# Jacques Antoine Charles Bresse

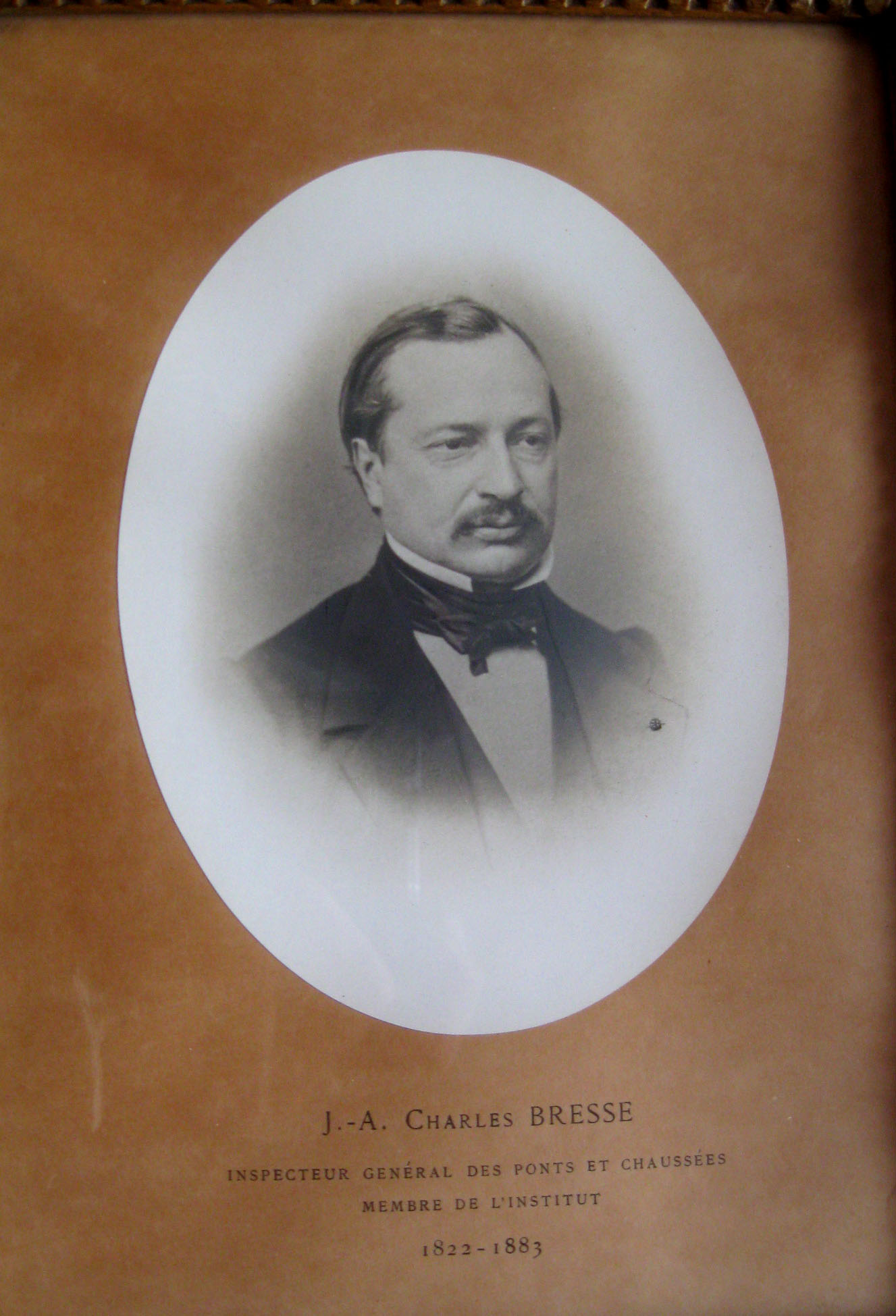
Jacques Bresse

Jacques Antoine Charles Bresse (* 9. Oktober 1822 in Vienne; † 22. Mai 1883 in Paris) war ein französischer Ingenieur und Mathematiker.

## Leben
Bresse studierte an der École polytechnique und der École nationale des ponts et chaussées und war zunächst Corps des ingénieurs des ponts et chaussées, dann Repetent der Mechanik an der École des Ponts et Chaussées und der Geodäsie an der École polytechnique (APC 1851). An der École des Ponts et Chaussées war er Assistent von Jean-Baptiste-Charles-Joseph Bélanger und ab 1853 dessen Nachfolger. 1871 wurde er Professor der Mechanik an der École Polytechnique und 1874 an der École des Ponts et Chaussées in Paris. Ab 1880 war er Mitglied der Pariser Akademie.
Seine elastische Theorie der Mauerwerksbögen (1854) war ein bedeutender Fortschritt gegenüber der von Navier und stellt ihn auf diesem Gebiet im 19. Jahrhundert an die Seite von Emil Winkler in Deutschland. Sein Lehrbuch der angewandten Mechanik wurde mehrfach aufgelegt.
In Anerkennung seiner Leistungen erhielt er Platz 5 unter den 72 Namen auf dem Eiffelturm.

## Werke
- Recherches analytiques, sur la flexion et la résistance des pièces courbes, accompagnées de tables numériques. Mallet-Bachelier, Paris 1854.
- Cours de mécanique appliquée. 3 Bände. Mallet-Bachelier, Paris 1859- (Band 3 erschienen bei Gauthier-Villars, Paris).
- Sur la sommation des seriés. In: Comptes Rendus, 64, 1867
- Cours de mécanique et machines. Gauthier-Villars, Paris 1885.